# Landesregierung und Stadtsenat Seitz II
Der Stadtsenat Seitz II war zugleich Wiener Landesregierung. Er amtierte nach der Landtags- und Gemeinderatswahl in Wien 1927, nach der er vom neuen, stark sozialdemokratisch dominierten Gemeinderat gewählt wurde, mit Bürgermeister Karl Seitz an der Spitze bis zum 24. Mai 1932. Während der Regierungsperiode starb der amtsführende Stadtrat Franz Siegel am 30. Oktober 1927, übernahm Karl Richter dessen Verwaltungsgruppe für Technische Angelegenheiten. Als neuer amtsführender Stadtrat rückte Julius Lindner nach, der die Verwaltungsgruppe für Allgemeine Verwaltungsangelegenheiten von Richter übernahm. Nach dem Tod von Stadtrat Karl Rummelhardt (CSP) rückte Ludwig Biber als neuer Stadtrat nach.

## Regierungsmitglieder
| Amt                                                                     | Name             | Partei | Ressorts                                                                             |
| ----------------------------------------------------------------------- | ---------------- | ------ | ------------------------------------------------------------------------------------ |
| Bürgermeister und Landeshauptmann                                       | Karl Seitz       | SDP    |                                                                                      |
| Vizebürgermeister Landeshauptmann-Stellvertreter Amtsführender Stadtrat | Georg Emmerling  | SDP    | Städtische Unternehmungen (Verwendungsgruppe VIII)                                   |
| Vizebürgermeister Landeshauptmann-Stellvertreter Amtsführender Stadtrat | Franz Hoß        | CSP    | ohne Ressort                                                                         |
| Amtsführender Stadtrat                                                  | Hugo Breitner    | SDP    | Finanzwesen (Verwaltungsgruppe II)                                                   |
| Amtsführender Stadtrat                                                  | Quirin Kokrda    | SDP    | Ernährungs- und Wirtschaftsangelegenheiten (Verwaltungsgruppe VI)                    |
| Amtsführender Stadtrat                                                  | Julius Linder    | SDP    | Allgemeine Verwaltungsangelegenheiten (Verwaltungsgruppe VII)                        |
| Amtsführender Stadtrat                                                  | Karl Richter     | SDP    | Technische Angelegenheiten (Verwaltungsgruppe V)                                     |
| Amtsführender Stadtrat                                                  | Paul Speiser     | SDP    | Personalangelegenheiten und Verwaltungsreform (Verwaltungsgruppe I)                  |
| Amtsführender Stadtrat                                                  | Julius Tandler   | SDP    | Wohlfahrtseinrichtungen, Jugendfürsorge und Gesundheitswesen (Verwaltungsgruppe III) |
| Amtsführender Stadtrat                                                  | Anton Weber      | SDP    | Wohnungsbau und Wohnungswesen (Verwaltungsgruppe IV)                                 |
| Stadtrat                                                                | Leopold Kunschak | CSP    | ohne Ressort                                                                         |
| Stadtrat                                                                | Alma Motzko      | CSP    | ohne Ressort                                                                         |
| Stadtrat                                                                | Ludwig Biber     | CSP    | ohne Ressort                                                                         |
| Vorzeitig ausgeschiedene Mitglieder des Stadtsenats                     |                  |        |                                                                                      |
| Amtsführender Stadtrat                                                  | Franz Siegel     | SDP    | Technische Angelegenheiten (Verwaltungsgruppe V)                                     |
| Stadtrat                                                                | Karl Rummelhardt | CSP    | ohne Ressort                                                                         |